# Arystoteles (krater księżycowy)
Arystoteles – krater uderzeniowy znajdujący się na Księżycu. Znajduje się on blisko południowej krawędzi Mare Frigoris i wschodniego brzegu pasma górskiego Montes Alpes. Na południe od Arystotelesa znajduje się nieco mniejszy krater Eudoksus. Łańcuch gór między tymi kraterami wygina się na zachód. Bezpośrednio do wschodniej krawędzi przylega mniejszy krater Mitchell. Na zachodzie jest niski, zalany lawą krater Egede.
Obserwatorzy zauważyli, że ściana krateru Arystoteles jest nieznacznie zniekształcona i przypomina kształt sześciokąta. Wewnętrzne ściany są ukształtowane tarasowo, a na zewnątrz prezentuje się struktura pagórków i rys rozchodzących się promieniście z krateru. Wnętrze krateru jest nierówne i pokryte pagórkami. Arystoteles posiada główny szczyt, ale jest on nieco przesunięty na południe.

## Satelickie kratery
| Arystoteles | Szerokość | Długość | Średnica |
| ----------- | --------- | ------- | -------- |
| D           | 47,5° N   | 14,7° E | 6 km     |
| M           | 53,5° N   | 27,2° E | 7 km     |
| N           | 52,9° N   | 26,8° E | 5 km     |